# VfL Bochum
A VfL Bochum, teljes nevén VfL Bochum 1848 Fußballgemeinschaft e. V. egy német labdarúgócsapat, melyet 1848-ban alapítottak. A 2020-21-es szezonban megnyerte a német másodosztályt (2. Bundesliga), így a 2009-10-es szezon után újra a Bundesligaban szerepelhet a 2021-22-es szezonban.

## Története
A klubot 1848 júliusában alapították, hivatalosan 1849 februárjában jegyezték be. 1938-ban a Germania, a TuS és VfL Bochum egyesültek, majd 1949-ben a labdarúgó-szakosztály önállósult.
A klubnak a labdarúgáson kívül tollaslabda, kosárlabda, vívás, jégkorong, atlétika, kézilabda, úszás, tánc, tenisz és röplabda szakosztálya is van.

## Sikerek

### Csapat
- 2. Bundesliga (II.) – bajnok (4): (1993–94, 1995–96, 2005–06, 2020–21)
- Német kupa: döntős (1968, 1988)
- 2. Oberliga West (II.): bajnok (1953, 1956)
- Verbandsliga Westfalen (III.): bajnok (1965)
- Regionalliga West (II.): bajnok (1970, 1971)

### Egyéni
- Bundesliga (I.) gólkirály:  Stefan Kuntz (1985-86, 22 gól);  Thomas Christiansen (2002-03, 21 gól);  Theofánisz Gékasz (2006-07, 20 gól)

## Statisztika
A legtöbb gólt a klub történetében a Bundesligában Jochen Abel szerezte (60), a legtöbb Bundesliga-mérkőzésen Michael Lameck vett részt (518).

## Jelentős játékosok
| - Hans-Joachim Abel - Holger Aden - Dieter Bast - Frank Benatelli - Mirko Dickhaut - Thomas Erns - Frank Fahrenhorst - Harry Fechner - Hermann Gerland - Dirk Helmig - Michael Hubner - Mathias Jack | - Josef Kaczor - Hans-Jürgen Köper - Peter Közle - Christoph Kramer - Martin Kree - Stefan Kuntz - Michael Lameck - Uwe Leifeld - Marcel Maltritz - Kai Michalke - Josef Nehl - Walter Oswald | - Peter Peschel - Thomas Reis - Dirk Riechmann - Hilko Ristau - Michael Rzehaczek - Christian Schreier - Frank Schulz - Thomas Stickroth - Franz-Josef Tenhagen - Hans Walitza - Uwe Wegmann - Andreas Wessels | - Lothar Woelk - Dariusz Wosz - Ralf Zumdick - Yıldıray Baştürk - Þórður Guðjónsson - Rob Reekers - Rein van Duijnhoven - Tomasz Wałdoch - Sunday Oliseh - Eric Wynalda - Kim Dzsuszong - Fábio Júnior Pereira |

## Jelenlegi keret
2021. január 31. szerint
| #  |     | Poszt | Név                |
| -- | --- | ----- | ------------------ |
| 1  | GER | K     | Manuel Riemann     |
| 2  | CRC | V     | Cristian Gamboa    |
| 3  | BRA | V     | Danilo Soares      |
| 4  | SER | V     | Erhan Mašović      |
| 5  | SUI | V     | Saulo Decarli      |
| 8  | FRA | KP    | Anthony Losilla () |
| 9  | GER | CS    | Simon Zoller       |
| 10 | GER | KP    | Thomas Eisfeld     |
| 11 | UGA | V     | Herbert Bockhorn   |
| 13 | GHA | KP    | Raman Chibsah      |
| 14 | GER | CS    | Tom Weilandt       |
| 15 | HUN | CS    | Novothny Soma      |
| 17 | GER | CS    | Danny Blum         |
| 19 | GER | CS    | Tarsis Bonga       |

| #  |     | Poszt | Név                  |
| -- | --- | ----- | -------------------- |
| 21 | PHI | CS    | Gerrit Holtmann      |
| 23 | GER | KP    | Robert Tesche        |
| 24 | GRE | V     | Vasilis Lampropoulos |
| 25 | GER | K     | Patrick Drewes       |
| 27 | SRB | CS    | Miloš Pantović       |
| 28 | GER | CS    | Luis Hartwig         |
| 29 | GER | V     | Maxim Leitsch        |
| 30 | AZE | CS    | Baris Ekincier       |
| 32 | AUT | KP    | Robert Žulj          |
| 34 | GER | K     | Paul Grave           |
| 35 | CGO | CS    | Silvère Ganvoula     |
| 37 | GER | V     | Armel Bella-Kotchap  |
| 39 | GER | V     | Verthomy Boboy       |

## Edzők
A VfL Bochum edzői 1953-tól
| - Emil Melcher (1953-56) - Herbert Widmayer (1956-60) - Fritz Silken (1960-61) - Hermann Lindemann (1961-63) - Hubert Schieth (1963-67) - Hermann Eppenhoff (1967-72) - Heinz Höher (1972-79) - Helmuth Johannsen (1979-81) - Rolf Schafstall (1981-86) - Hermann Gerland (1986-88) - Franz-Josef Tenhagen (1988-89) | - Reinhard Saftig (1989-91) - Rolf Schafstall (1991) - Holger Osieck (1991-92) - Jürgen Gelsdorf (1992-94) - Klaus Toppmöller (1994-99) - Ernst Middendorp (1999) - Bernard Dietz (1999) - Ralf Zumdick (2000-01) - Rolf Schafstall (2001) - Bernard Dietz (2001) - Peter Neururer (2001-05) | - Marcel Koller (2005-09) - Frank Heinemann (2009) - Heiko Herrlich (2009-10) - Dariusz Wosz (2010) - Friedhelm Funkel (2010-11) - Andreas Bergmann (2011-12) - Karsten Neitzel (2012-13) - Peter Neururer (2013-14) - Frank Heinemann (2014) - Gertjan Verbeek (2015-) |

## Külső hivatkozások
- A klub statisztikái az UEFA honlapján (angolul)
- Hivatalos weboldal
- VfL Bochum a Transfermarkt.de oldalán
- Arminia Bielefeld a Weltfußball.de oldalán